# Phonologie du Proto-indo-européen
La phonologie du proto-indo-européen (PIE) est le système phonologique reconstruit à partir des différentes langues indo-européennes au moyen des méthodes comparatistes. Bien qu'elle soit, comme toutes les études indo-européennes, en continuelle élaboration, elle demeure la branche la plus solidement établie et constitue donc le pivot de la linguistique indo-européenne. Cela est dû au caractère absolu du changement phonétique : un même son dans un même contexte évoluera toujours de manière régulière. Toutes les langues indo-européennes, anciennes et modernes, ont, dans leur système phonologique, des traces de cet état préhistorique et permettent ainsi sa reconstruction.

## Description du système phonologique

### Introduction
Les phonèmes du PIE peuvent se classer selon trois critères principaux :
- le point d'articulation, désignant les organes participant à l'articulation ;
- le mode d'articulation, c'est-à-dire la manière dont l'air se trouve perturbé par ces mêmes organes.
- la phonation, décrivant l'état des cordes vocales lors de l'émission du son.

#### Le point d'articulation
Il existe 3 types d'articulation différents, communs à la plupart des langues du monde :
- les labiales, prononcées avec les lèvres ;
- les dentales, prononcées avec la partie avant de langue, touchant les dents ou la zone alvéolaire ;
- les dorsales, prononcées avec le dos de la langue, touchant le palais.

Spécifiquement, les dorsales du PIE se classent selon 3 séries :
- les palatales, prononcées à l'avant du palais ;
- les vélaires simples, prononcées à l'arrière du palais.
- les labio-vélaires, prononcées avec les lèvres arrondies.

À cela s'ajoute les laryngales. En phonétique, ce mot désigne les sons articulés au niveau du larynx, mais, en linguistique indo-européenne, ce terme correspond à trois phonèmes dont l'articulation reste discutée et qui, avant la découverte des langues anatoliennes, n'avaient survécu dans aucune des langues attestées. Leur reconstruction trouve son origine dans les explications données par Ferdinand de Saussure pour décrire le système des voyelles indo-européennes.

#### Tableau synoptique
|               |                  | Labiales | Dentales | Dorsales       | Dorsales | Dorsales | Laryngales    |
| palatales     | vélaires simples | Labiales | Dentales | labio-vélaires |          |          | Laryngales    |
| ------------- | ---------------- | -------- | -------- | -------------- | -------- | -------- | ------------- |
| Occlusives    | sourdes          | *p       | *t       | *ḱ             | *k       | *kʷ      |               |
| Occlusives    | sonores          | (*b)     | *d       | *ǵ             | *g       | *gʷ      |               |
| Occlusives    | sonores aspirées | *bʰ      | *dʰ      | *ǵʰ            | *gʰ      | *gʷʰ     |               |
| Fricatives    | Fricatives       |          | *s       |                |          |          | *h₁, *h₂, *h₃ |
| Nasales       | Nasales          | *m       | *n       |                |          |          |               |
| Liquides      | Liquides         |          | *r, *l   |                |          |          |               |
| Semi-voyelles | Semi-voyelles    |          |          | *y             |          | *w       |               |
| Voyelles      | brèves           |          |          | *e             |          | *o       |               |
| Voyelles      | longues          |          |          | *ē             |          | *ō       |               |

### Les occlusives

#### Évolution générale des occlusives
En dehors des langues germaniques et de l'arménien où le système des occlusives a été entièrement refait (réfection décrite ci-dessous par la loi de Grimm), les occlusives labiales et dentales non aspirées ont été conservées. On peut noter que les langues celtiques se distinguent par l'amuïssement de /p/ dans toutes les positions.
- Exemples avec /p/ :
  - *ph₂tér (père) : (sanskrit) pitr̩, (avestique) ptā, (grec ancien) patếr, (latin) pater, mais (vieil irlandais) athair.
  - *pṓds (pied) : (sanskrit) pad-, (grec ancien) pod-, (latin) ped-, mais (vieil irlandais) ís.
  - *serp- (ramper) : (sanskrit) sarpa-, (albanien) gjarpër, (grec ancien) hérpō, (latin) serpens.
- Exemples avec /t/ :
  - *ters- (sécher) : (sanskrit) tarṣ-áyati, (albanien) ter, (grec ancien) térs-etai, (latin) terra.
- Exemples avec /b/ :
  - *bel- (fort) : (sanskrit) bálam, (vieux-slave) bolĭjĭ, (grec ancien) bel-tíōn, (latin) dē-bilis.
- Exemples avec /d/ :
  - *doru- (bois, arbre) : (sanskrit) dā́ru, (avestique) dāuru, (vieux-slave) drĕvo, (lituanien) dervà, (albanien) dru, (grec ancien) dóru, (vieil irlandais) daur.
  - *weyd- (voir) : (sanskrit) ávidat, (avestique) vīdat̰, (vieux-slave) vidŭ, (lituanien) véidas, (grec ancien) eídō, (latin) videō, (vieil irlandais) foídid.

Les sonores aspirées quant à elles ont, dans la plupart des rameaux, perdu leur aspiration et, par conséquent, se sont confondues avec les sonores non aspirées correspondantes (/bʰ/ > /b/ et /dʰ/ > /d/). En revanche, elles se sont conservées telles quelles en sanskrit (et en albanais à l'intervocalique dans le cas de la dentale) et sous la forme de sourdes aspirées en grec ancien. Les langues italiques se distinguent par un unique traitement /f/ des sonores aspirées dans toutes les positions, traitement que n'opère le latin qu'en initiale, ailleurs elles aboutissent à la sonore non aspirée correspondante (avec comme exception /dʰ/ > /b/ au contact de /r/, derrière /u/ ou devant /l/).
- Exemples avec /bʰ/ :
  - *bʰer- (porter) : (sanskrit) bhárati, (avestique) baraiti, (vieux-slave) bĭrati, (lituanien) ber̃ti, (albanien) bie, (grec ancien) phérō, (latin) ferō, (ombrien) fertu, (vieil irlandais) beirid.
  - *bʰuH- (devenir) : (sanskrit) ábhūt, (vieux-slave) byti, (lituanien) bū́ti, (albanien) botë, (grec ancien) phúō, (latin) amābō, (falisque) pipafo, (vieil irlandais) bí.
- Exemples avec /dʰ/ :
  - *dʰeh₁- (placer) : (sanskrit) dádhāti, (avestique) dadaitī, (vieux-slave) dělo, (grec ancien) títhēmi, (latin) faciō.
  - *médʰyos (milieu) : (sanskrit) mádhya, (vieux-slave) mežda, (lituanien) mẽdis, (albanien) mes, (grec ancien) mésos, (latin) medius, (osque) mefiaí, (vieil irlandais) mide.
  - *h₁rudʰrós (rouge) : (sanskrit) rudhirá, (vieux-slave) rĭdĭrŭ, (lituanien) rùdas, (grec ancien) eruthrós, (latin) ruber.

### Ouvrages généraux
- (en) Robert S. P. Beekes (trad. du néerlandais de Belgique), Comparative Indo-European Linguistics : An Introduction, Amsterdam, revue et corrigée par M. de Vaan, 1995 (réimpr. 2011), 415 p. (ISBN 978-90-272-1185-9, lire en ligne).
- (en) Benjamin W. Fortson, Indo-European Language and Culture : An Introduction, 2e éd., coll. « Blackwell textbooks in linguistics » n° 19, Malden (Mass.), Wiley-Blackwell, 2010  (ISBN 978-1-4051-8895-1) [1re éd. en 2004].